# Kanton Vélizy-Villacoublay
Der Kanton Vélizy-Villacoublay war von 1976 bis 2015 ein französischer Wahlkreis im Arrondissement Versailles im Département Yvelines und in der Region Île-de-France. Er bestand aus der Gemeinde Vélizy-Villacoublay.